# Ingeniería técnica de minas
La Ingeniería Técnica de Minas es una profesión enmarcada dentro del campo de la ingeniería, cuyas competencias en España se encuentran recogidas en la Ley 12/1986 de 1 de abril, por la que se regulan las atribuciones profesionales de los Arquitectos Técnicos e Ingenieros Técnicos. A diferencia de los ingenieros superiores, con los que se complementan, los Ingenieros Técnicos de Minas centran su actividad en labores más operativas y de campo, correspondiéndoles las siguientes atribuciones:
- La redacción y firma de proyectos que tengan por objeto la construcción, reforma, reparación, conservación, demolición, fabricación, instalación, montaje o explotación de bienes muebles o inmuebles, en sus respectivos casos, tanto con carácter principal como accesorio, siempre que queden comprendidos por su naturaleza y características en la técnica propia de cada titulación.
- La dirección de las actividades objeto de los proyectos a que se refiere el apartado anterior, incluso cuando los proyectos hubieren sido elaborados por un tercero.
- La realización de mediciones, cálculos, valoraciones, tasaciones, peritaciones, estudios, informes, planos de labores y otros trabajos análogos.
- El ejercicio de la docencia en sus diversos grados en los casos y términos previstos en la normativa correspondiente y, en particular, conforme a lo dispuesto en la Ley Orgánica 11/1983, de 25 de agosto, de Reforma Universitaria.
- La dirección de toda clase de industrias o explotaciones y el ejercicio, en general respecto de ellas, de las actividades a que se refieren los apartados anteriores.

## Especialidades y sus correspondencias MECES y EQF
De acuerdo con el Decreto 148/1969 de 13 de febrero de Enseñanzas Técnicas, que establece las denominaciones de los Técnicos de Grado Superior y Medio y las especialidades de estos, así como el Real Decreto 50/1995 de 20 de enero sobre Títulos Académicos Universitarios, el título de Ingeniero Técnico de Minas cuenta con las siguientes cinco especialidades:
- Ingeniero Técnico de Minas, especialidad en Explotación de Minas
- Ingeniero Técnico de Minas, especialidad en Mineralurgia y Metalurgia
- Ingeniero Técnico de Minas, especialidad en Instalaciones Electromecánicas Mineras
- Ingeniero Técnico de Minas, especialidad en Sondeos y Prospecciones Mineras
- Ingeniero Técnico de Minas, especialidad en Recursos Energéticos, Combustibles y Explosivos

Asimismo, según el artículo 27.2 del Real Decreto 967/2014, de 21 de noviembre, y de conformidad con el Acuerdo de Consejo de Ministros de 29-01-2016, publicado por Resolución de 11-02-2016 de la Dirección General de Política Universitaria (BOE 22-02-2016); a las cinco especialidades arriba detalladas les corresponden el Nivel 2 (Grado) del Marco Español de Cualificaciones para la Educación Superior (MECES) y el Nivel 6 del Marco Europeo de Cualificaciones (EQF).

## Salidas profesionales
El ámbito de aplicación de los Ingenieros Técnicos de Minas es muy amplio, abarcando actividades que van desde la gestión operativa hasta la docencia, pasando por la investigación. A continuación se detallan algunas de las opciones profesionales de las que disponen:
- Asesoramiento técnico
- Auditorías
- Bienes de equipo
- Calderería y soldadura
- Canteras y minas
- Captación de aguas subterráneas
- Climatización y calefacción
- Demoliciones
- Docencia
- Estaciones de regulación y medida en gaseoductos y oleoductos
- Estudios de impacto ambiental
- Estudios de viabilidad
- Estudios geomineros
- Estudios hidrogeológicos
- Excavaciones
- Explosivos
- Forjas y fundiciones
- Gasificación de edificios
- Industrias metalúrgicas
- Inspecciones técnicas y supervisiones de obra
- Instalaciones de combustibles
- Instalaciones y redes de gas
- Investigación geofísica y geotécnica
- Laboratorios y control de calidad
- Perforación de túneles
- Peritaciones y valoraciones
- Plantas de hormigón
- Plantas de tratamiento asfáltico
- Polvorines y pirotecnia
- Prevención de riesgos laborales
- Prospecciones y sondeos
- Restauración del espacio natural afectado por actividades extractivas
- Siderurgia (acerías, fabricación de tubos, perfiles, etc.)
- Tanques de almacenamiento de GLP y derivados del petróleo
- Tratamiento de rocas
- Voladuras con explosivos

## Estudios habilitantes y escuelas universitarias
Hasta la entrada en vigor del Espacio Europeo de Educación Superior en España, para obtener la titulación de Ingeniero Técnico de Minas era necesario realizar una carrera de ciclo corto, cuya duración oscilaba entre los tres y cuatro años. Actualmente, para adquirir el mismo nivel competencial es preciso cursar un Grado habilitante de 240 ECTS de duración, repartidos habitualmente en cuatro cursos académicos, y que cumpla con lo estipulado en la Orden CIN/306/2009. Existe una oferta variada de estos estudios, impartidos en numerosas escuelas universitarias de larga y reconocida tradición minera, tales como:
- Escuela Técnica Superior de Ingenieros de Minas de la Universidad Politécnica de Madrid
- Escuela Superior y Técnica de Ingenieros de Minas de la Universidad de León
- Escuela Politécnica Superior de Ingeniería de Manresa de la Universidad Politécnica de Cataluña
- Escuela Politécnica Superior de Ávila de la Universidad de Salamanca
- Escuela Técnica Superior de Ingeniería Archivado el 4 de septiembre de 2019 en Wayback Machine. de la Universidad de Huelva
- Escuela de Ingeniería Minera e Industrial de Almadén de la Universidad de Castilla-La Mancha
- Escuela Politécnica Superior de Bélmez de la Universidad de Córdoba
- Escuela Politécnica Superior de Linares de la Universidad de Jaén
- Escuela Técnica Superior de Ingeniería de Caminos, Canales y Puertos e Ingeniería de Minas de la Universidad Politécnica de Cartagena
- Escuela Politécnica de Mieres de la Universidad de Oviedo
- Escuela Politécnica de Ingeniería de Minas y Energía de Torrelavega de la Universidad de Cantabria
- Escuela de Ingenierías de Minas y Energía de la Universidad de Vigo

## Colegios Oficiales de Ingenieros Técnicos y Grados en Minas y Energía
Además de haber cursado un Grado habilitante, para poder ejercer su profesión, independientemente de la modalidad de ésta (liberal, por cuenta ajena o función pública), los Ingenieros Técnicos de Minas tienen el deber de estar inscritos en uno de los doce colegios profesionales que integran el Consejo General de Colegios Oficiales de Ingenieros Técnicos y Grados en Minas y Energía, y que son los siguientes:
- Colegio Oficial de Ingenieros Técnicos y Grados en Minas y Energía de Madrid, Toledo, Guadalajara, Cuenca, Segovia, Ávila, Salamanca, Valladolid y Zamora
- Colegio de Ingenieros Técnicos y Grados en Minas y Energía de Cataluña y Baleares
- Colegio Oficial de Graduados e Ingenieros Técnicos de Minas del Principado de Asturias
- Colegio Oficial de Ingenieros Técnicos y Grados en Minas y Energía de Minas de Córdoba
- Colegio Oficial de Ingenieros Técnicos de Minas y Grados en Minas y Energía de Castilla y León (Norte) y Cantabria
- Colegio Oficial de Ingenieros Técnicos y Grados en Minas y Energía de Aragón
- Colegio Oficial de Ingenieros Técnicos y Grados en Minas y Energía del Este-Sur
- Colegio Oficial de Ingenieros Técnicos y Grados en Minas y Energía de Galicia
- Colegio Oficial de Ingenieros Técnicos y Grados en Minas y Energía de Huelva, Sevilla, Cádiz, Badajoz, Cáceres y Canarias
- Colegio Oficial de Ingenieros Técnicos y Grados en Minas y Energía de Linares, Jaén, Granada y Málaga
- Colegio Oficial de Ingenieros Técnicos y Grados en Minas y Energía de País Vasco, Navarra, La Rioja y Soria*
- Colegio Oficial de Ingenieros Técnicos y Grados en Minas y Energía de Ciudad Real

## Acceso a la Ingeniería Superior de Minas
Siguiendo la línea marcada por el Espacio Europeo de Educación Superior, los Ingenieros Técnicos de Minas pueden adquirir las competencias propias de los Ingenieros Superiores tras la realización del correspondiente Máster habilitante, según lo dispuesto en la Orden CIN/310/2009, cuyo contenido lectivo puede oscilar entre los 90 y los 120 ECTS. Estos planes de estudio son igualmente ofertados por la mayoría de escuelas universitarias anteriormente mencionadas.